# Murdochella levifoliata
Murdochella levifoliata là một loài minute wentletrap, a ốc biển, a marine động vật chân bụng động vật thân mềm thuộc họ Nystiellidae, thường được biết đến với tên wentletraps.
This species is only known to occur in New Zealand.